# Roland Fréart de Chambray
Roland Fréart de Chambray (Le Mans, 13 de julio de 1606-ibidem, 11 de diciembre de 1676) fue un noble y clérigo francés, escritor y coleccionista y teórico del arte y de la arquitectura. Fue reconocido y es recordado principalmente por dos de sus obras teóricas:
- Parallèle de l'architecture antique avec la moderne  [Paralelismo de la arquitectura antigua con la moderna],[1] publicada en 1650 en un momento en que los arquitectos franceses luchaban para aplicar un nuevo sentido de la disciplina y el orden a la práctica de la construcción. En ella defendía la superioridad de los antiguos sobre los modernos, una polémica que iba a estallar en las siguientes décadas en una virtual guerra cultural. En su prefacio sostenía que los órdenes clásicos (el dórico, el jónico y el corintio) que él asignaba a los precedentes griegos, eran modelos perfectos para toda la arquitectura y condenaba los «órdenes itálicos» (el toscano y compuesto) como corruptos. Citando el uso del orden corintio en el Templo de Salomón, declaraba que era la «flor de la arquitectura y el orden de los órdenes». Para Fréart de Chambray, que ilustró su texto con copiosos grabados, Vitruvio y sus traductores eran irreprochables.
- Idée de perfection de la peinture [Idea de la perfección de la pintura], publicada en 1662[2] y que se convirtió en el texto fundamental para la pintura académica francesa en el siguiente siglo.

## Biografía

### Orígenes y estudios

Blasón Roland Fréart de Chambray

Roland Fréart de Chambray era el hermano menor de los tres hermanos Fréart (Jean, Paul y Roland), hijos de Jean III Fréart de Chantelou, gran preboste de la gendarmería del Maine y de Madeleine Lemaire, hija del teniente general del Maine y de Avoye Sublet.
Roland fue un clérigo que había iniciado estudios de derecho, pero que los abandonó en favor de las matemáticas, la geometría y la perspectiva. No tuvo formación de arquitecto ni practicó, sino que fue un aficionado que estaba interesado en el arte y en la arquitectura por «esprit d’antiquaire».

### Viajes a Italia
Roland Fréart de Chambray viajó dos veces a Italia acompañado por su hermano Paul (1609-1694), tres años mayor e ingeniero militar. Hicieron un primer viaje de cinco años, desde 1630 hasta 1635, y luego un viaje de menos de un año en 1640.
Entre 1630 y 1635, Paul y Roland conocieron a muchos artistas y entablaron amistad con los pintores franceses Nicolas Poussin y Jacques Stella. También conocieron al pintor y arquitecto Charles Errard (1606-1689) que luego se convertirá en director de la Academia de Francia en Roma y con el que colaborarán en varias ocasiones.
Los hermanos Fréart eran primos de François Sublet de Noyers  (1589-1645), que tuvo una exitosa carrera como hombre de estado, llegando a ser ministro de la Guerra y superintendente de los edificios de Louis XIII; por eso les confió a los hermanos, y en especial a Roland y a Paul, que fue su secretario, algunas misiones relacionadas con el desarrollo de las artes.
En la primavera de 1640 ambos hermanos regresaron a Roma donde tenían por misión hacer llegar a Francia a artistas italianos o artistas que trabajasen en Italia y, en especial, al mejor pintor francés de la época, Nicolas Poussin. También se les solicitó conseguir moldes y copias de las mejores colecciones de antigüedades romanas para los palacios de los reyes de Francia, por lo que Sublet de Noyers también envió a Roma a Charles Errard como «éclaireur» [ojeador] y dibujó para ellos 40 diseños para grandes grabados en cobre y 8 miniaturas, mientras los Fréart recogieron vaciados de la columna de Trajano (unos 70), de capiteles y de medallones, que fueron enviados a París encontrado uso en la decoración de los techos a la Gran Galería del Palacio del Louvre. Fue durante ese viaje cuando se encontraron con Bernini y Cassiano dal Pozzo con los que se reunieron. Paul y Roland Fréart regresaron a Francia el 17 de diciembre de 1640 acompañados por Poussin.
Roland Fréart de Chambray no viajó más después, y tras la caída en desgracia de Sublet de Noyers en 1643, se retiró a su ciudad natal de Le Mans, donde se dedicó a la redacción de sus obras. Su hermano Chantelou regresó a Italia en 1643, con planes para hacer los moldes de los caballeros de bronce colosales del Quirinal para la entrada principal del Louvre, pero la muerte de Richelieu, la caída en desgracia de Sublet de Noyer y la muerte del rey (1642–1643) hicieron fracasar ese ambicioso proyecto.

### Fréart de Chambray y Mazarino
Después de retirarse a Le Mans Roland recibió el 2 de abril de 1648 el encargo de la municipalidad, que estaba enfrentada, al igual que él, a Mazarino, para restaurar las fortificaciones de la ciudad. Roland estuvo enfrentado a Mazarino a lo largo de su vida porque le acusaba de haber dejado de lado el arte francés y de no haber contribuido con el arte a la gloria del reino, privilegiando a los artistas italianos y buscando solamente enriquecer su colección personal.

### Carrera después de la Fronda y fortuna crítica
Si bien es cierto que Fréart de Cambray mantuvo relaciones difíciles con Mazarino, ese no fue el caso con Colbert. De hecho, Colbert, cuando se reanudaron los trabajos en el Palais du Louvre, a menudo llamó a los hermanos Fréart para saber su opinión sobre la política gubernamental de las artes. Además, cuando fundó la Academia real de arquitectura en 1671, Colbert dio una nueva vida al Parallèle de Fréart de Chambray, ya que en esa obra encontró un enfoque arqueológico y teórico que sirvió en gran medida a la Academia, ya que François Blondel, en sus conferencias de la Academia, trataba a los mismos autores que Fréart de Chambray y los jerarquizaba de la misma manera.
En cuanto a la pintura, la traducción que hizo Fréart de Chambray del Traité de Leonardo de Vinci, le involucró en la disputa que tuvo lugar entre Abraham Bosse, ilustrador y grabador emblema del barroco francés, teórico del grabado y seguidor de los métodos proyectivos de Girard Desargues, y la Academia real de pintura y escultura, representada en particular por su director, el primer pintor del rey Luis XIV, teórico y también y decorador, Charles Le Brun.

### Muerte y posteridad
Roland Fréart de Chambray murió el 11 de diciembre de 1676 en Le Mans y legó todos sus bienes a los pobres.
Se volvió sobre todo famoso por sus escritos, reeditados en el siglo XVIII y traducidos a varios idiomas.

## Escritos

### Obras originales

#### Parallèle de l'architecture antique et de la moderne

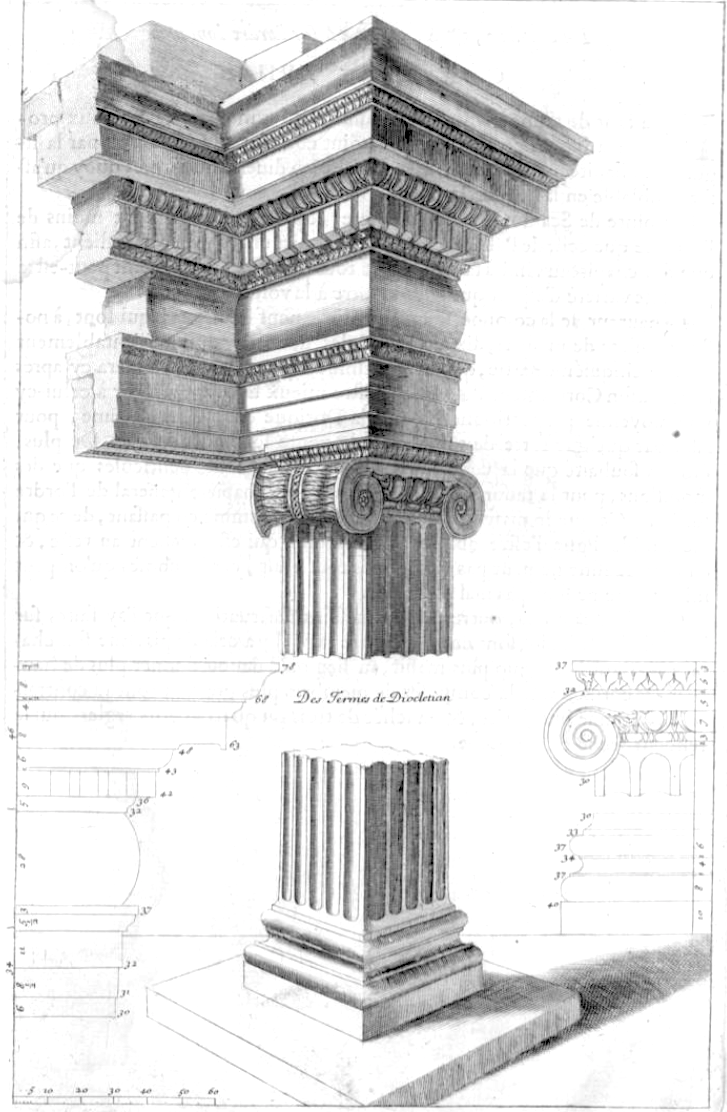
«Colonne carrée», un grabado de las termas de Diocleciano según un dibujo de Charles Errard, sacado del Parallèle, de Fréart de Chambray.

En 1650, Roland Fréart de Chambray publicó en París con el editor Edme Martin el Parallèle de l'architecture antique et de la moderne : avec un recueil des dix principaux autheurs qui ont écrit de cinq ordres [Paralelismo de la arquitectura antigua y de la moderna: con una colección de los diez principales autores que han escrito de los cinco órdenes]. Los diez autores estudiados, arquitectos y tratadistas, fueron los italianos Palladio y Scamozzi, Serlio y Vignola, Barbaro y Cataneo, Alberti y Viola, y los franceses Bullant y de l'Orme. Roland había comenzado a escribir este libro en 1640, mientras estaba en Roma, pero su publicación, que debía ser confiada a la Imprenta Real fue aplazada a partir de la caída en desgracia de Sublet de Noyers hasta 1650. El Paralelismo consta de 109 páginas y, aun habido fallecido ya Sublet de Noyers, se encuentra su retrato en el frontispicio, así como su elogio a lo largo de las seis páginas de dedicación a sus hermanos. A continuación, el libro se divide en dos partes: la primera trata sobre los órdenes griegos juzgados por el autor, y es la parte más larga; después, una parte más corta se ocupa de los órdenes toscano y compuesto, considerados por el autor como itálicos; por último, dos páginas de explicación de términos técnicos completan el libro. Las planchas fueron hechas a partir de los dibujos de Charles Errard.
La estructura de este libro consiste es poner espalda contra espalda, en la misma plancha, las propuestas de órdenes hechas por diferentes autores para que fuese más fácil entender las diferencias entre ellos. También se presentan algunos edificios antiguos como modelos para cada orden, como las termas de Diocleciano o el Panteón. Aquí Fréart de Chambray buscaba salir de las licencias tomadas por los arquitectos precedentes y en especial del estilo desarrollado por el cardenal Mazarino; y para ello propuso un retorno a lo antiguo un siglo después de la traducción del  De Architectura de Vitruvio por Jean Martin Pero Fréart de Chambray añadió a esto un enfoque racionalista que le hizo aceptar como únicos órdenes legítimos para ser utilizados en la arquitectura el dórico, el jónico y el corintio, siendo los otros considerados como demasiado evidentemente itálicos, ya que consideraba que no había más «que trois manières de bâtir, la solide, la moyenne et la délicate» [que tres maneras de construir, la sólida, la media y la delicada]. Este enfoque le hizo renegar de todas las contribuciones del manierismo que habían favorecido una rica ornamentación en el siglo XVI y la primera mitad del siglo XVII, para oponerles modelos claros y sencillos que eran lo contrario de los motivos específicos en las tradiciones nacionales. Por último, su enfoque racionalista le hacía preferir a Palladio como modelo para la arquitectura, debido a su manejo de proporciones simples basadas únicamente en el módulo del diámetro de la columna subdividida posteriormente tantas veces como fuese necesario, aunque, sin embargo, consideraba que el modelo de Jacopo Vignola era más cómodo.
El  Parallèle fue uno de los primeros manifiestos del clasicismo francés, dirigido principalmente a especialistas para proporcionarles buenos modelos y que opone sus reflexiones teóricas a la experiencia de la práctica de los profesionales. Fue pronto traducido al inglés, en 1664, por el distinguido conocedor John Evelyn.

#### Idée de la perfection de la peinture
La obra Idée de la perfection de la peinture [Idea de la perfección de la pintura] se publicó en 1662 en Le Mans en la editorial Jacques Ysambart. La obra fue reeditada más tarde en 1672 y traducida al inglés en 1668 y al italiano con el título Idea della perfezione della pittura por Anton Maria Salvini. Se trata de un tratado teórico sobre la pintura considerado durante mucho tiempo como el primero y se convirtió en el texto fundamental para la pintura académica francesa en el siguiente siglo. Adversario de Miguel Ángel, de Rubens, de Caravaggio y de Tintoretto ya que los acusa de practicar el «libertinaje del arte», Fréart de Chambray propone a sus contemporáneos la imitación exclusiva de la pintura griega. Esta obra tuvo un gran impacto en su lanzamiento, más que los Sentiments de Abraham Bosse o incluso que el  Parallèle publicado en la década anterior debido a que Fréart de Chambray plantea aquí, de alguna manera, los fundamentos de la crítica de arte en Francia. Pero su excesivo rigorismo contra el gusto por la ornamentación que caracterizaba el reinado de Louis XIV contribuyó a aminorar el éxito de la obra.

### Traducciones

#### Cuatro libros de arquitectura de Palladio
En 1650, Fréart de Chambray publicó su traducción de los Quattro libri (Venecia, 1570) de Palladio con el editor Edme Martin. La fecha de publicación y el nombre del editor son muy significativos, ya que son los mismos del Paralelismo. La elección de este editor no fue fortuita ya que los Fréart estando al servicio Sublet de Noyers, habían participado en la creación de la Imprimerie Royale en 1640. Pero lo más importante es la fecha, de hecho, si ambas obras se publicaron al mismo tiempo, fue porque se vendían juntas, y la traducción de la obra de Palladio era inseparable de la obra de Fréart de Cambray en la que, precisamente, Palladio era definido como el mejor modelo. Esta traducción seguía a la de Le Muet, que como él y como la mayoría de los teóricos franceses de la época, tampoco era arquitecto de formación. Esa primera traducción había sido publicada cinco años antes, pero Le Muet no tradujo más que el primer libro  —en una traducción muy libre, remodelada para adaptarse a la práctica de la traducción francesa que demostró ser muy popular y fue libremente plagiada en las décadas posteriores— mientras que la traducción de Roland era completa.
Fréart sustituyó la dedicatoria original de Palladio por una dedicatoria propia, elegante y culta, Dédicacé à ses frères; es una carta abierta a sus hermanos, conocedores y mecenas, con la esperanza de «de bannir cette capricieuse et monstrueuse façon de bâtir, que quelques modernes ont malheureusement introduite comme une hérésie dans l’art, par je ne sais quel libertinage contre ses préceptes et la raison même.» [desterrar estas caprichosos y monstruosas maneras de construir, que algunos modernos han desgraciamente introducido como una herejía en el arte, por yo no sé que libertinaje contra sus preceptos y la razón misma]. Reimprimió los grabados en madera de la edición de Venecia, que había llevado a París con ese propósito y su traducción tenía la particularidad de disponer tres planchas suplementarias a la propia edición de Palladio, porque cuando se publicó en 1570 probablemente no se habían acabado.
A pesar de esas cualidades, la traducción de Fréart de Chambray no tuvo tanto éxito como la traducción parcial de Le Muet que tenía la ventaja de adaptarse mejor a la arquitectura francesa y a la del norte de Europa.

#### El Tratado de Leonardo de Vinci
En 1651, Roland Fréart de Chambray publicó su traducción del Traité de peinture de Leonardo de Vinci, ilustrada con grabados a partir de dibujos de Poussin. Este tratado se extrajo de los manuscritos de Leonardo da Vinci en una edición de Cassiano dal Pozzo. Este Tratado está precedido por una carta dedicatoria muy elogiosa con Poussin, en la que Fréart de Chambray dijo que debería ser «le guide de tous les vrais peintres» [el guía de todos los verdaderos artistas]. Fréart de Chambray critica en él las traducciones de este tratado de sus predecesores, pero aun así reconoce la oscuridad del estilo del autor.

#### La perspectiva de Euclides
La traducción de la Perspective de Euclides se publicó en 1662 en Le Mans, con Jacques Ysambart como editor. Esta traducción se inscribe perfectamente en el enfoque de Fréart de Chambray ya que situaba, como había hecho Desargues, la perspectiva como base general del arte.